# Il pellegrino dalle braccia d'inchiostro
Il pellegrino dalle braccia d'inchiostro è un romanzo del 2007 dell'autore italiano Enrico Brizzi, che vi riprende i personaggi introdotti nel suo precedente romanzo Nessuno lo saprà. Viaggio a piedi dall'Argentario al Conero.
Nel 2007 il libro ha vinto il Premio Procida-Isola di Arturo-Elsa Morante

## Struttura del testo
Il romanzo è diviso in tre parti, divise rispettivamente in sette, nove ed otto capitoli ciascuno con un suo titolo. La storia nasce da un viaggio a piedi che l'autore ha compiuto lungo la Via Francigena nel 2006.

## Trama

### Prima parte
Quattro giovani stanno percorrendo a piedi la Via Francigena. Due di loro, il protagonista e Galerio, sono partiti da Canterbury e sono amici di vecchia data; gli altri, Elvio e Leo, si sono aggregati cammin facendo.
Dopo aver attraversato il Lemano in battello e aver risalito il corso del Rodano a piedi nel Canton Vallese, il gruppo arriva all'Abbazia di San Maurizio d'Agaune per passare la notte. Qui fa la conoscenza di Bern, un tedesco di mezza età con le braccia ricoperte di tatuaggi che aveva già notato in un paio d'occasioni lungo la strada. Anche Bern è un pellegrino: egli si sta recando sulla tomba di san Bernardo da Mentone a Novara. Bern desidera dei compagni per affrontare insieme la strada e pensa di averli trovati nei quattro giovani, ma questi non si fidano di lui perché non hanno capito di che tipo d'uomo si tratti. L'abate, che ha condotto i pellegrini a visitare la cripta dell'abbazia, comprende i timori degli italiani e suggerisce loro di partire presto l'indomani, mentre Bern parteciperà alla processione del Corpus Domini.

### Seconda parte
I quattro si rimettono in marcia pensando di aver lasciato Bern alle loro spalle, ma durante il giorno lo rivedono altre due volte: una mentre fa il bagno nel Rodano, e un'altra a Martigny-Bourg, dove giungono la sera. Non potendo sottrarsi alla sua compagnia, si fermano a bere qualcosa in una birreria del borgo. Qui, un giovane omosessuale molesta Elvio e poi si scusa, ma Bern s'intromette e ne nasce una rissa che devasta la birreria; i pellegrini riescono comunque a fuggire prima che giungano i gendarmi, ma l'indomani i quattro italiani impongono a Bern di separarsi da loro. Lungo la strada incontrano due gendarmi della polizia cantonale, che li lasciano proseguire ma li esortano a contattarli qualora rivedessero il tedesco prima di passare il confine. Effettivamente lo rincontrano, sofferente per essere stato investito da un motociclista, ma anziché denunciarlo lo accompagnano alla stazione perché possa scendere in città a Martigny ed eventualmente tornare a casa; tuttavia, la sera se lo ritrovano davanti a Ursiores.
L'indomani essi apprendono che Bern, grazie all'aiuto della ragazza alla reception che li credeva d'accordo, ha cancellato la loro prenotazione in un bed & breakfast di Petrecastel sostituendola con una per cinque al Bivacco Bonaparte. Dato che le loro camere sono già state riassegnate, non possono fare che buon viso a cattiva sorte e ripartire, mentre Bern è già sulla strada. Lungo il cammino si accampano provvisoriamente in attesa che un temporale finisca e danno ospitalità ad un gruppo di scout diretto in Valle d'Aosta, col cui capo Rudi scambiano alcune parole.
Al Bivacco Bonaparte si riuniscono con Bern, che dopo cena ha uno scontro verbale con Rudi, giunto anch'egli al bivacco con la sua compagnia. Bern fa delle pesanti allusioni sessuali che mettono a disagio le donne presenti, mentre Rudi cerca di asserire la propria integrità morale. La situazione è complicata dal fatto che Alice e altre ragazze, scoperte a fumare, vengono punite da Brigida che per questo viene insultata da Alice. Al momento di andare a letto, Rudi finge di essere stato morso in faccia da un pipistrello; Bern, che si era sinceramente preoccupato, quando scopre lo scherzo per ripicca dà una testata a Rudi rompendogli il setto nasale.

### Terza parte
Anche il giorno successivo Bern parte per primo in solitaria, diretto verso il Colle del Gran San Bernardo. I quattro italiani trovano per strada il gruppo di scout, preoccupati per l'assenza di Alice, e si offrono di aiutarli nelle ricerche; non possono fare a meno di pensare che Bern c'entri in qualche modo, soprattutto dopo che trovano tracce di sangue in un capanno nel quale si sono rifugiati per sfuggire ad una bufera. Proseguono allora senza indugio per l'Ospitale del Gran San Bernardo, dove sono accolti dai monaci e interrogati dal gendarme Praz e dal suo sottoposto Yannick, che li redarguiscono per non averli avvisati di aver rincontrato Bern.
Rudi, che era andato in cerca di Alice, viene trovato dai soccorritori e portato all'Ospizio, ma le sue dichiarazioni appaiono reticenti. Padre Martin, che li aveva accolti al loro arrivo, confida ai quattro italiani che Bern gli aveva raccontato una storia strana ma convincente, e che per questo aveva aiutato il tedesco ad attraversare il confine prima dell'arrivo della polizia svizzera. Alice viene poi ritrovata a Martigny, facendo tirare a tutti un grande sospiro di sollievo, e Bern viene trovato ferito dai quattro pellegrini sulla strada per Aosta: a loro racconta di aver sorpreso nel capanno Rudi e Alice in atteggiamenti intimi, e che si era messo ad inveire contro l'educatore che aveva mancato alla sua missione. Questi allora, incitato dalla ragazzina, l'aveva preso a colpi d'ascia, fortunatamente non in modo letale.
I quattro, convinti dalle parole di Bern, lo medicano e lo aiutano a tornare a casa, quindi il gruppo si divide, con Elvio e Leo che tornano alle loro case e alle loro attività, mentre il protagonista e Galerio proseguono per Roma. Il mese successivo, mentre vedono in televisione un servizio del telegiornale sul papa in vacanza in Valle d'Aosta, notano un uomo di loro conoscenza che gli bacia l'anello: si tratta di Bern, e dalla sua presenza là capiscono che dev'essere stato scagionato dalla confessione di Rudi e Alice su come sono andate veramente le cose.

## Personaggi
- Il protagonista: non ne viene detto il nome. Il narratore della storia ne parla sempre alla seconda persona singolare, come per aumentarne l'immedesimazione da parte del lettore. È sposato con Dina e ha due figli.
- Galerio: emiliano trentenne, fotografo professionista con lunghi capelli biondi.
- Elvio detto il Longobardo: venticinquenne milanese, laureato in economia e commercio, che lavora da precario in un programma televisivo. Suona in un gruppo punk e ha un'acconciatura corrispondente.
- Leonardo Pagani detto Leo: trentacinquenne imprenditore di Anzola dell'Emilia, titolare di un'azienda che produce tritacarne.
- Bernhard Hartmann detto Bern: quarantottenne tedesco della Svevia, amante dei tatuaggi. Dopo una vita in gran parte scapestrata, che ha visto esperienze con l'acido lisergico e soggiorni in prigione (dove ha tentato di uccidere un compagno di cella) ha riscoperto la fede religiosa, convertendosi al cattolicesimo e chiedendo di entrare in un monastero come novizio, cosa che gli viene negata a causa dei suoi trascorsi e delle sue idee radicali. Benché quasi calvo, porta lunghi capelli grigi raccolti in una coda di cavallo e una barba brizzolata. Parla un buon italiano, anche se con un marcato accento tedesco.
- Monsignor Glaris: abate di San Maurizio d'Agaune.
- Gaston Praz: gendarme svizzero di Martigny.
- Yannick: gendarme svizzero agli ordini di Gaston Praz.
- Rudi Legrand: capo scout degli Esploratori Europei, vicedirettore di banca sui trent'anni.
- Sophie: aiutante del capo scout, sui venticinque anni. È una giovane attraente con lunghi capelli neri e lineamenti vagamente orientali.
- Brigida: altra aiutante del capo scout.
- Alice: ragazza scout quindicenne, con lunghi capelli biondi e un brillantino al naso.
- Padre Martin: canonico dell'Ospitale del Gran San Bernardo

## Opere derivate
Dal romanzo è stata tratta nel 2009 una graphic novel, sceneggiata dallo stesso Brizzi con i disegni di Maurizio Manfredi.
In collaborazione col complesso genovese Numero6 ne è stata tratta anche una lettura-spettacolo poi pubblicata su disco.

## Edizioni
- Enrico Brizzi, Il pellegrino dalle braccia d'inchiostro, Strade blu, Milano, Mondadori, 2007, ISBN 978-88-04-48945-0.
- Enrico Brizzi, Il pellegrino dalle braccia d'inchiostro, Oscar. Piccola Biblioteca 612, Milano, Mondadori, 2007, ISBN 978-88-04-58128-4.